# Gallašova lípa
Gallašova lípa je solitérní významný strom - památná lípa velkolistá (Tilia platyphyllos Scop.). Roste ve čtvrti Hranice I-Město města Hranice v okrese Přerov. Geograficky se nachází na pravém břehu říčky Velička v nížině Bečevská brána v Olomouckém kraji na Moravě.

## Historie a popis stromu
Gallašova lípa Byla vysazena na paměť místního lékaře, spisovatele, vlastivědce a umělce Josefa Heřmana Agapita Gallaše (1756–1840). Stojí nedaleko Gallašova rodného domu v Gallašově ulici v travnatém pruhu mezi silnicí a regulovaným korytem Veličky u č.p. 164. Strom má netradiční vzhled, tj. velmi širokou korunu, která vznikala cíleným zahradnickým ořezem. Informace o stromu podávají odlišné informace o druhu a stáří. Podle údajů z roku 1992:
| Výška stromu:                   | 15,0 m |
| Obvod kmene (ve výčetní výšce): | 3,69 m |
| Ochranné pásmo stromu:          | vyhlášené - kruh o poloměru 12 m se středem v ose paty kmene                                                                                    |
| Stáří stromu:                   | Strom byl vysazen pravděpodobně jako špičák v roce úmrtí J. H. A. Gallaše a nebo později. Stáří k roku 2024 je odhadováno na maximálně 185 let. |
| Datum prvního vyhlášení:        | 14. 3. 1968 Státním ústavem památkové péče a ochrany přírody a dále také 18. května1992 a 24. června 2004.                                      |

## Další informace
Lípa se nachází na cyklistické trase 6058, cyklistická trase 6139 a místní naučné stezce Za krásami Městské památkové zóny Hranice.

## Galerie

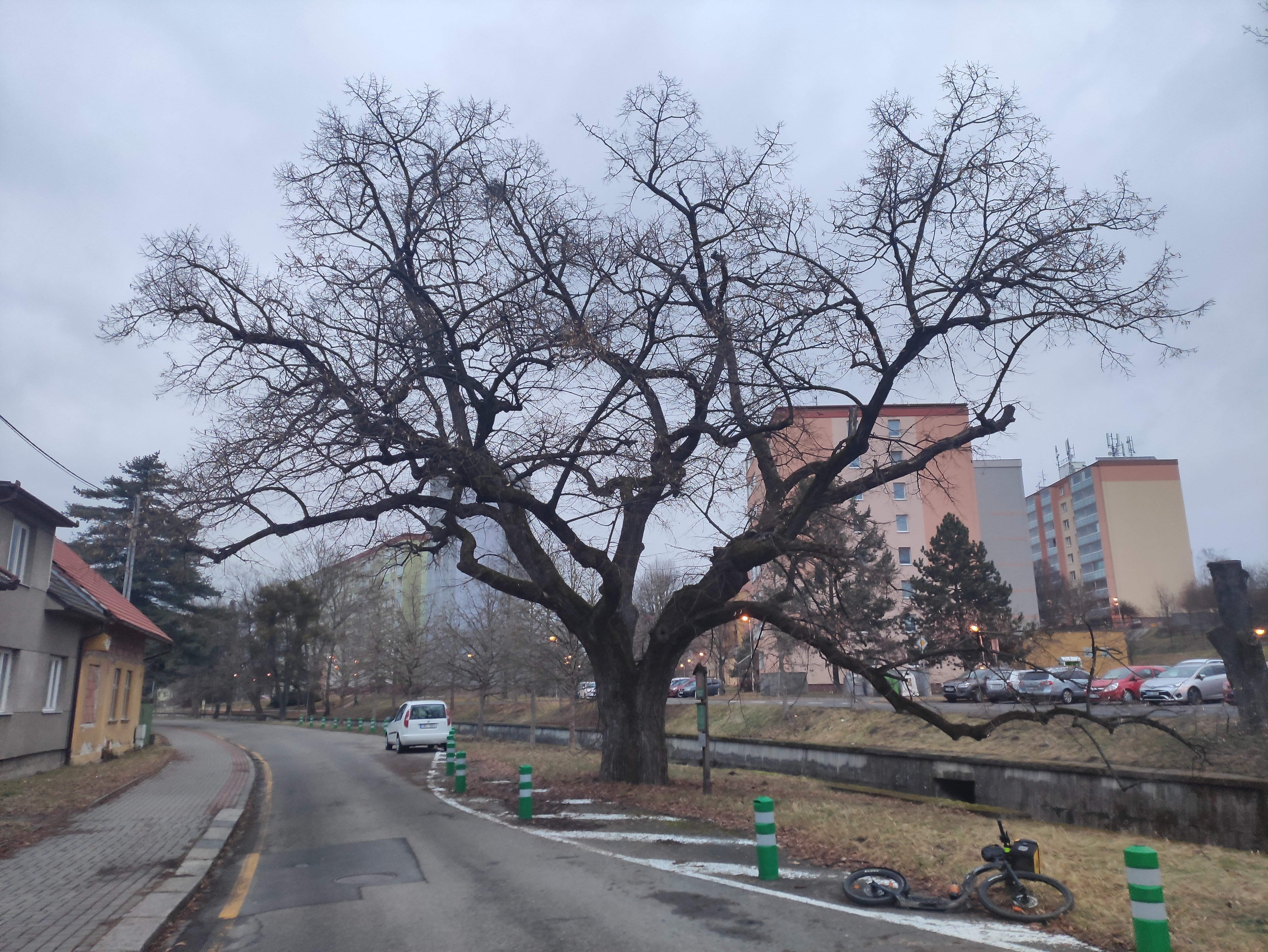
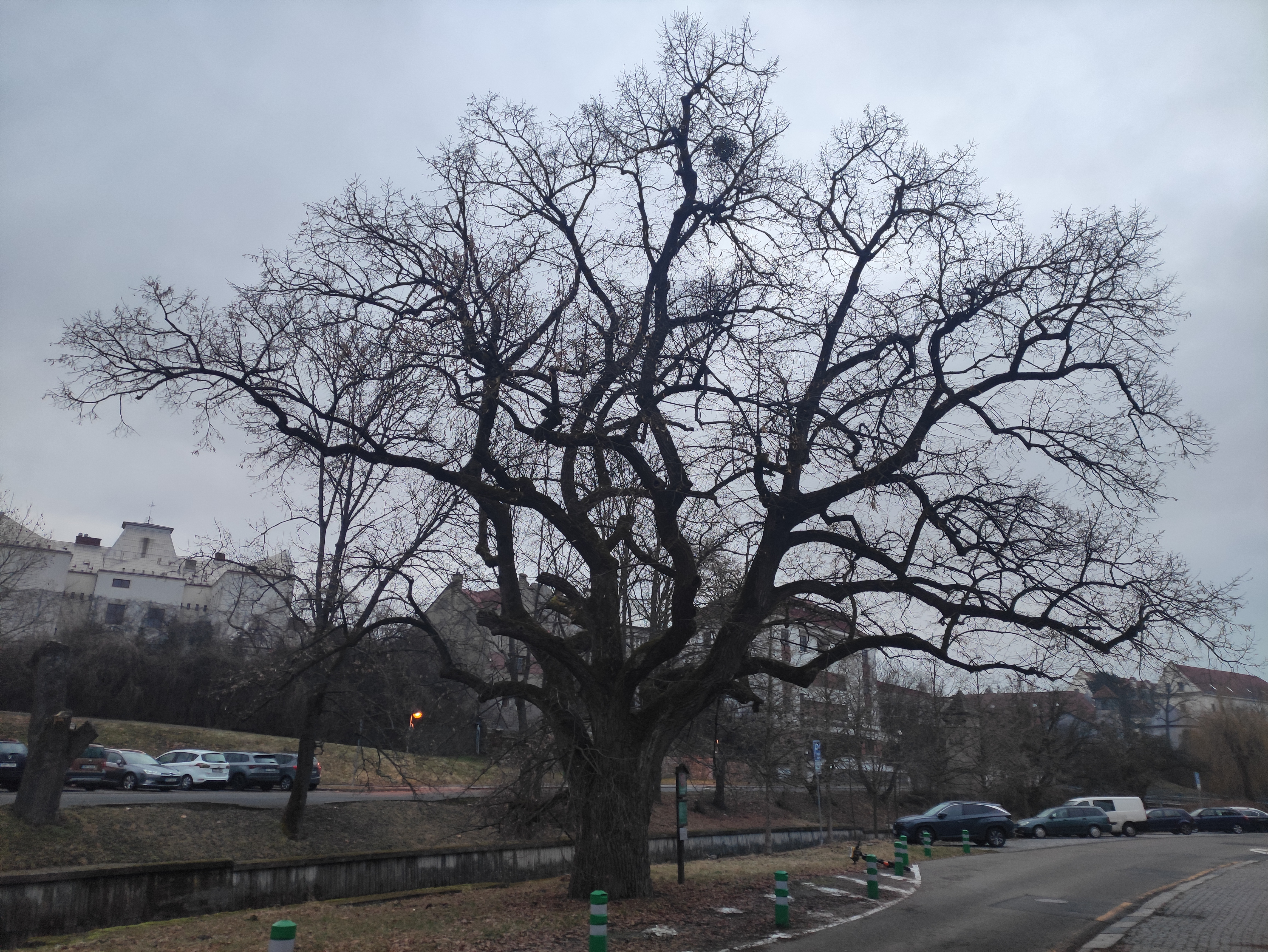
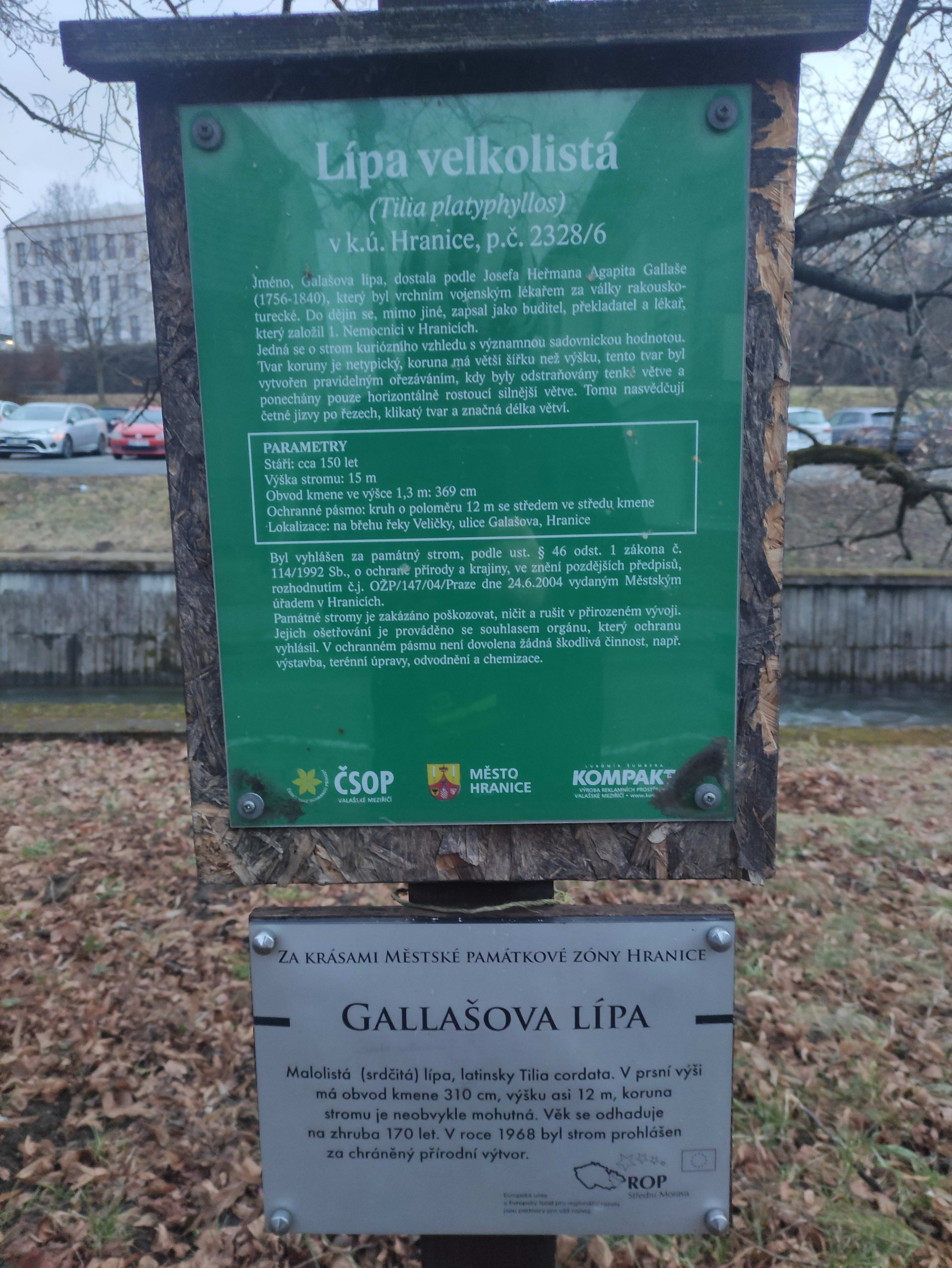